# Pourbaixdiagram
Een pourbaixdiagram is een diagram dat toont of een metaal gevoelig is voor corrosie onder bekende omstandigheden. Het diagram, dat vernoemd is naar zijn geestelijk vader Marcel Pourbaix, gebruikt hiervoor de evenwichtsfasen van een elektrochemisch systeem.
Pourbaixdiagrammen voor een bepaald materiaal kunnen er ingewikkeld uitzien of juist erg eenvoudig. Dit hangt af van de samenstelling van het metaal, en die van de omgeving waar het metaal zich in bevindt. Een eenvoudige schets van een pourbaixdiagram is rechts weergegeven. Het toont een zuiver metaal M dat zich in water bevindt. Op de horizontale as is de pH-waarde van het water gegeven, op de verticale as de waarde van de ingestelde potentiaal in volt.
Bij een gegeven pH-waarde en potentiaal, kan in het pourbaixdiagram worden afgelezen in welk gebied het metaal zich bevindt. Deze gebieden worden aangegeven met de getrokken lijnen:
- corrosiegebied; het metaaloppervlak corrodeert en metaalionen ontstaan (M+)
- passieve gebied; het metaaloppervlak reageert met zuurstof, en er vormt zich een laag van metaaloxide (MO) boven op het metaal, waardoor de rest van het metaal tegen corrosie beschermd blijft
- Immune gebied; het metaal reageert überhaupt niet, en blijft in ongewijzigde vorm bestaan (M)

Bij een gegeven pH-waarde en potentiaal kan in het diagram tevens worden afgelezen in welk gebied het metaal zich bevindt. Deze gebieden worden aangegeven met de gestippelde lijnen. Precies op de stippellijn is de reactie, die bij de stippellijn staat weergegeven, in evenwicht. Boven de stippellijn zal de reactie liever naar rechts verlopen (oxidatie), onder de stippellijn verloopt de reactie liever naar links (reductie). Dit is van belang wanneer men het corrosie-gedrag van het materiaal bestudeert.